# Lourdoueix-Saint-Pierre
Lourdoueix-Saint-Pierre är en kommun i departementet Creuse i regionen Nouvelle-Aquitaine i de centrala delarna av Frankrike. Kommunen ligger i kantonen Bonnat som tillhör arrondissementet Guéret. År 2022 hade Lourdoueix-Saint-Pierre 720 invånare.

## Befolkningsutveckling
Antalet invånare i kommunen Lourdoueix-Saint-Pierre
Referens:INSEE